# Matilde af England
Matilde (februar 1101 i England – 10. september 1167 i Rouen) var den første kvindelige regent i England. Hun regerede i 1141. 
Matilde var datter af det engelske kongepar, Henrik 1. af England og Matilde af Skotland. Hendes første ægteskab var med den tyske kejser, Henrik 5., og hun kendes derfor under navnet kejserinde Matilde. Hendes andet ægteskab var med greven af Anjou, Godfred 5. af Anjou.

## Kejserinde
Matilde var på mødrene side barnebarn af Malcolm 3. af Skotland og Margrethe af Skotland. Gennem mormoderen var hun tipoldebarn af blandt andet Edmund Jernside, mens hun gennem faderen var barnebarn af Vilhelm Erobreren. Hun tilhørte dermed både den angelsaksiske og normanniske kongelinje.
Man har ment, at hun blev født i Winchester, men forskning har i 1990 fået historikeren John Fletcher til at pege på det kongelige slot Sutton Courtenay, der dengang lå i Berkshire (nu i Oxfordshire) som et mere sandsynligt fødested. 
Syv år gammel blev hun forlovet med den tyske kejsers søn, tronfølgeren Henrik (1081/86-1125), og i 1111 samme år som han blev kejser, blev hun sendt til hans hof. Parret blev gift den 7. januar 1114 i Worms. De besøgte Rom og Toscana sammen i marts 1116, og når Henrik 5. ikke var til stede var Matilde regent. 
Muligvis fik parret et barn, der ifølge abbed Herman af Tournai døde som spæd. Andre har hævdet, at barnet overlevede og blev opfostret hos fremmede, og at dette barn skulle være identisk med Thomas Becket. Parret havde ingen arving, da Henrik 5. døde i 1125. Da Matildes bror, Vilhelm Adelin, var omkommet, da "Det Hvide Skib" sank i 1120, var hun den eneste arving til den engelske trone.
Hun blev efter Henrik 5.'s død fortsat omtalt som kejserinde, men hendes ret til at bruge titlen var tvivlsom. Hun var nemlig aldrig blevet kronet som kejserinde af en legitim pave, men "kun" som dronning af Tyskland af stedlige biskopper. Titlen var passende som ærestitel for en kejsers hustru, og i sine senere år forsøgte hun at få krønikeskrivere til at tro, at hun virkelig var blevet kronet af paven.

## Andet ægteskab
Matilde vendte tilbage til England, hvor faderen udnævnte hende til tronarving og arrangerede et nyt ægteskab. Den 17. juni 1128 giftede hun sig i Le Mans med Godfred af Anjou, der var elleve år yngre. Han kaldte sig Plantagenet efter sit heraldiske mærke, en planta genista. Det gav navn til den engelske gren af huset Anjou, der nedstammer fra Matilde og Godfed. Han var, da de giftede sig, greve af Maine og arving til sin far Fulko 5. af Anjou. 
Ægteskabet var ikke lykkeligt, og Matilde forlod ham og vendte hjem til sin far. I 1131 blev ægteparret forsonet. De fik tre sønner. Den ældste var Henrik, der blev født i 1133. Den anden søn, Godfred, greve af Nantes, blev født i 1134. Fødslen var vanskelig, og Matilde var nær død i barselsseng. Henrik 1. besøgte dem og var meget glad for at have fået dattersønner. Men han kom ikke overens med sin svigersøn, og da han døde 1. december 1135 i Normandiet, var Matilde hos sin mand i Anjou og ikke ved sin fars dødsleje. Den tredje søn, Vilhelm, blev født i 1136.

## Kampen om den engelske trone
Da faderen døde i 1135, regnede Matilde med at arve den engelske trone. Men hendes fætter Stefan af Blois ranede tronen til trods for, at Matilde havde støtte fra et flertal af baronerne. Stefan var ligesom hun barnebarn af Vilhelm Erobreren, og han hævdede, at Henrik 1. på sit dødsleje havde ombestemt sig med hensyn til arvefølgen. Der brød en borgerkrig ud, som i de første år begrænsede sig til de franske områder. I 1139 havde Matilde samlet tilstrækkeligt store styrker til at angribe Stefan i England. Hendes vigtigste støtte var hendes uægtefødte halvbror, jarlen af Gloucester, Robert. 
I april 1141 blev Stefan taget til fange og de facto afsat. Matilde kontrollerede riget. Hun tog aldrig formelt titlen "dronning", men kaldte sig Lady of the English. Men i november vendte lykken, da Stefan blev sat fri og tog magten tilbage. Året efter blev Matilde belejret i Oxford, men undslap og kom til sin allierede, Brian FitzCount i Wallingford Castle. I 1147, efter jarlen af Gloucesters død, måtte hun vende tilbage til Frankrig. 
- Wikimedia Commons har flere filer relateret til Matilde af England